# Semiothisa herbuloti
Semiothisa herbuloti är en fjärilsart som beskrevs av Pierre E.L. Viette 1973. Semiothisa herbuloti ingår i släktet Semiothisa och familjen mätare. Inga underarter finns listade i Catalogue of Life.